# Patrick J. Kennedy
Pour les articles homonymes, voir Patrick Joseph Jonsson Kennedy (homonymie) et Kennedy.
Patrick Joseph Kennedy II, né le 14 juillet 1967 est le plus jeune fils de l'homme politique Edward Moore Kennedy et neveu de l'ancien président John Fitzgerald Kennedy.
Il a été, de 1994 à 2011, le représentant du premier district du Rhode Island au congrès des États-Unis. Il est Démocrate comme son père et son oncle.
Il habite à Paris provisoirement avec ses trois enfants Owen, Nora et Nell.

## Biographie
Patrick J. Kennedy est le plus jeune des trois enfants de Edward Moore Kennedy (« Ted ») et de sa première épouse Virginia Joan Bonnett, après Kara Kennedy (1960-2011) et Edward Moore Kennedy Jr. (dit « Ted Jr », né en 1961). 
Le 15 juillet 2011, il épouse Amy Savell, à Hyannis Port, Cap Cod (Massachusetts), d'où quatre enfants :
- Owen Patrick Kennedy (né le 15 avril 2012) ;
- Nora Kara Kennedy (née le 19 novembre 2013) ;
- Nell Elizabeth Kennedy (née le 29 novembre 2015) ;
- Marshall Patrick Kennedy (né le 27 mai 2018)[1].

## Faits divers
Patrick J. Kennedy a été mêlé à l'affaire de viol, qui toucha en 1991 son cousin William Kennedy Smith. Les faits s'étaient déroulés le soir du vendredi 29 mars 1991, lors d'une soirée arrosée dans un bar de Palm Beach, où Patrick J. se trouvait avec son père, Ted Kennedy, et William Kennedy Smith.